# کسر آصف
کسر آصف روستایی در دهستان خنجین بخش خنجین شهرستان فراهان استان مرکزی ایران است.

## جمعیت
بر پایه سرشماری عمومی نفوس و مسکن در سال ۱۳۹۵ جمعیت این مکان ۳۳۹ نفر (۱۰۷خانوار) بوده‌است.